# جون كولين (لاعب اتحاد الرغبي)
جون كولين (بالإنجليزية: John Cullen)‏ هو لاعب اتحاد الرغبي أمريكي، ولد في 16 مايو 1990 في لا ميرادا في الولايات المتحدة.